# Veijo Wartiovaara
Veijo Kalervo Wartiovaara, född 25 november 1907 i Helsingfors, död där 16 juli 2002, var en finländsk botaniker.
Wartiovaara avlade filosofie doktorsexamen 1943. Han innehade 1937–1945 olika assistentbefattningar i propedeutisk botanik, mikrobiologi och botanik, var 1949–1951 tf. professor i botanik och 1962–1873 professor i växtfysiologi vid Helsingfors universitet. Han var 1945–1966 forskare vid Wihuris forskningsinstitut och 1948–1954 avdelningschef på Centrallaboratorium samt 1948-62 docent i botanik vid Helsingfors universitet. Han publicerade arbeten främst om växtcellers permeabilitet (genomsläpplighet för olika ämnen).